# Абсолютна власт
„Абсолютна власт“ (на английски: Absolute Power) е американски филм от 1997 година, политически трилър на режисьора Клинт Истууд по сценарий на Уилям Голдман, базиран на едноименния роман на Дейвид Балдачи.
В центъра на сюжета е възрастен крадец на бижута, който по време на обир случайно става свидетел на убийството на влиятелна жена от охраната на американския президент. Главните роли се изпълняват от Клинт Истууд, Ед Харис, Лора Лини, Джийн Хекман.